# David Štěpánek
David Štěpánek (30 marzo 1997) è un calciatore ceco, difensore del Jablonec.

## Caratteristiche tecniche
È un difensore centrale.

## Carriera

### Club
Cresciuto nel settore giovanile del Vysočina Jihlava, debutta in prima squadra il 23 maggio 2015 giocando l'incontro di 1. liga vinto 4-0 contro lo Slovan Liberec.
Il 10 gennaio 2019 viene acquistato dal Jablonec a titolo definitivo.

### Nazionale
Ha giocato nelle nazionali giovanili ceche Under-16, Under-17, Under-18, Under-19 ed Under-20.

## Statistiche

### Presenze e reti nei club
Statistiche aggiornate al 6 settembre 2021.
| Stagione        | Squadra          | Campionato      | Campionato | Campionato | Coppe nazionali | Coppe nazionali | Coppe nazionali | Coppe continentali | Coppe continentali | Coppe continentali | Altre coppe | Altre coppe | Altre coppe | Totale | Totale |
| Stagione        | Squadra          | Comp            | Pres       | Reti       | Comp            | Pres            | Reti            | Comp               | Pres               | Reti               | Comp        | Pres        | Reti        | Pres   | Reti   |
| --------------- | ---------------- | --------------- | ---------- | ---------- | --------------- | --------------- | --------------- | ------------------ | ------------------ | ------------------ | ----------- | ----------- | ----------- | ------ | ------ |
| 2014-2015       | Vysočina Jihlava | 1L              | 1          | 0          | CRC             | 0               | 0               |                    | -                  | -                  |             | -           | -           | 1      | 0      |
| 2015-2016       | Vysočina Jihlava | 1L              | 0          | 0          | CRC             | 0               | 0               |                    | -                  | -                  |             | -           | -           | 0      | 0      |
| 2016-2017       | Vysočina Jihlava | 1L              | 24         | 0          | CRC             | 1               | 0               |                    | -                  | -                  |             | -           | -           | 25     | 0      |
| 2017-2018       | Vysočina Jihlava | 1L              | 14         | 0          | CRC             | 0               | 0               |                    | -                  | -                  |             | -           | -           | 14     | 0      |
| 2018-2019       | Vysočina Jihlava | FNL             | 16         | 0          | CRC             | 1               | 0               |                    | -                  | -                  |             | -           | -           | 17     | 0      |
| 2019-2020       | Jablonec         | 1L              | 5          | 1          | CRC             | 0               | 0               | UEL                | 0                  | 0                  |             | -           | -           | 5      | 1      |
| 2020-2021       | Jablonec         | 1L              | 16         | 0          | CRC             | 1               | 0               | UEL                | 0                  | 0                  |             | -           | -           | 17     | 0      |
| 2021-2022       | Jablonec         | 1L              | 3          | 0          | CRC             | 0               | 0               | UEL+UECL           | 0                  | 0                  |             | -           | -           | 3      | 0      |
| Totale carriera | Totale carriera  | Totale carriera | 79         | 1          |                 | 3               | 0               |                    | 0                  | 0                  |             | -           | -           | 82     | 1      |